# Charles Crozatier
Charles Crozatier, né au Puy-en-Velay (Haute-Loire) le 18 février 1795 et mort à Paris le 8 février 1855, est un bronzier d'art, fondeur et mécène français.

## Biographie
Né de parents pauvres, sa famille s'installe à Aiguilhe où il fut élevé de 1795 à 1813. Il entre à l'école des Beaux-Arts de Paris dans l'atelier de Pierre Cartellier. Il séjourne en Italie d'où il rapporte une quantité de moulages d'après les grands maîtres de la sculpture de l'époque de la Renaissance et de l'art baroque qui lui serviront à composer des objets d'arts en bronze. Cette production lui attire d'importantes commandes princières, royales et impériales, en France comme à l'étranger.
Il meurt le 8 février 1855 en léguant une grande partie de ses biens à sa ville natale du Puy-en-Velay. Sur les 340 000 F légués  100 000 F sont affectés à la construction d'un nouveau Musée ; somme à laquelle sa veuve ajoutera 26,000 F.
Il repose à Paris au cimetière du Père-Lachaise, 49e division,. Sa sépulture, ornée d'un buste et d'une corbeille en marbre de Carrare, est réalisée dans le porphyre vert de Ternuay par François-Joseph Varelle à la graniterie du Pont de Miellin à Servance (Haute-Saône).

### Activité de fondeur
Ayant découvert plusieurs procédés pour améliorer les moules, on fait appel à lui pour effectuer des fontes de sculptures monumentales. En 1833, Crozatier fut chargé de la fonte de la statue de Napoléon Ier par Charles Émile Seurre située au sommet de la colonne Vendôme qui fut érigée au centre de la place éponyme pour commémorer la bataille d'Austerlitz. Cette statue fut remplacée pendant le Second Empire par une statue de Napoléon Ier par Auguste Dumont.

Œuvres fondues par Charles Crozatier
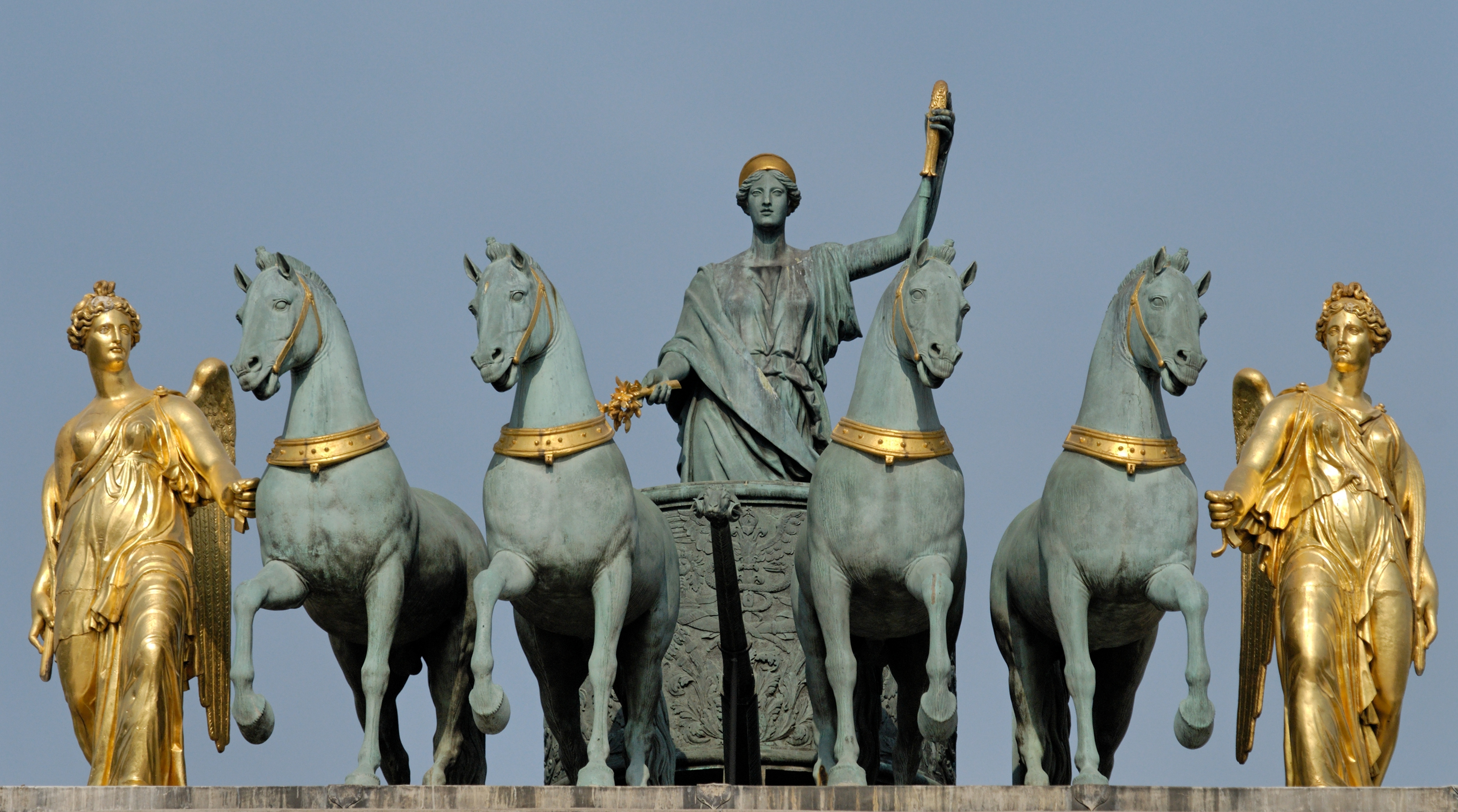
François-Joseph Bosio, La Paix conduite sur un char de triomphe (1828), Paris, arc de triomphe du Carrousel[7].
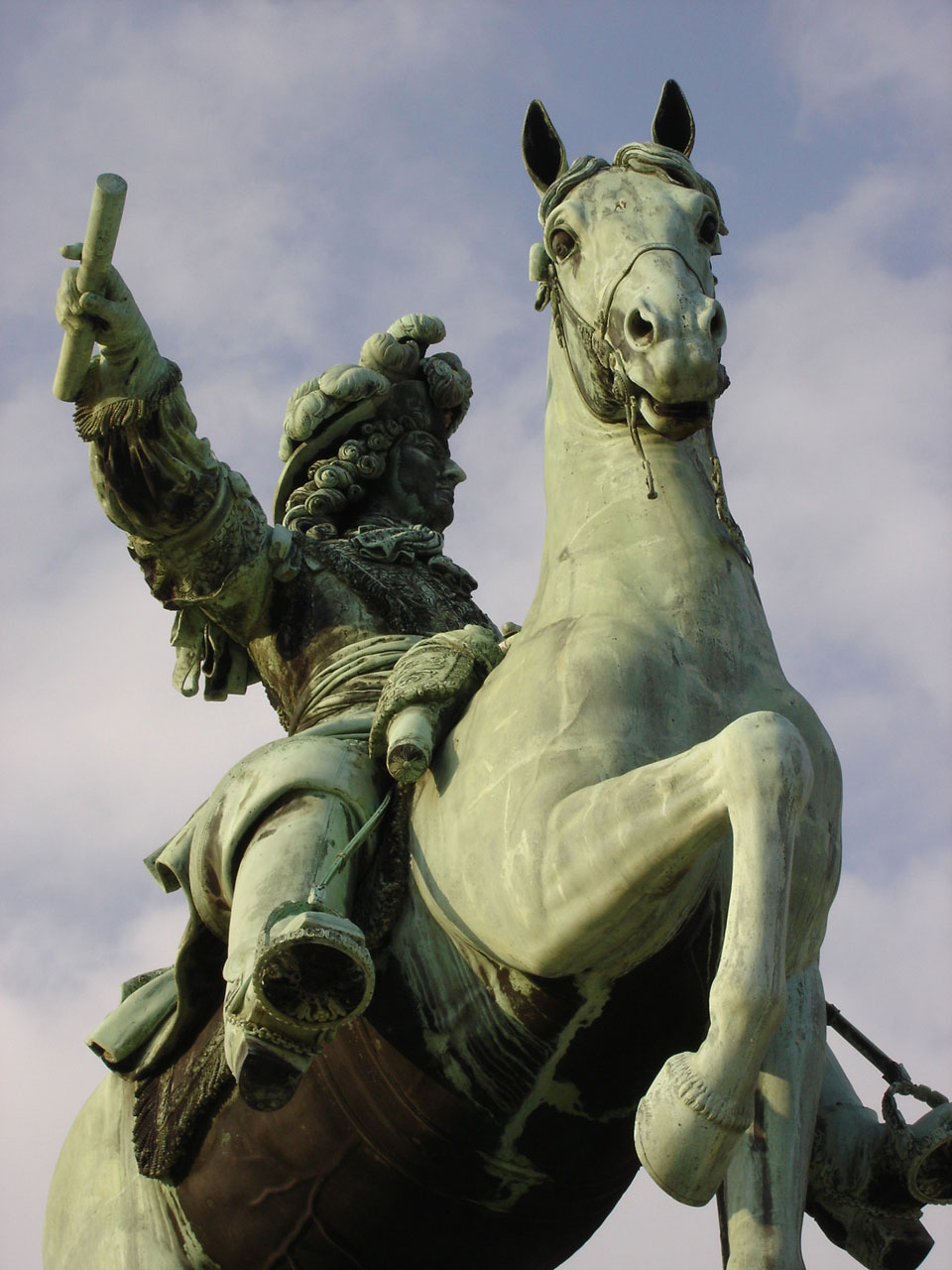
Statue équestre de Louis XIV, Pierre Cartellier (pour le cheval) et Louis Petitot (pour le cavalier), château de Versailles (1836[8].
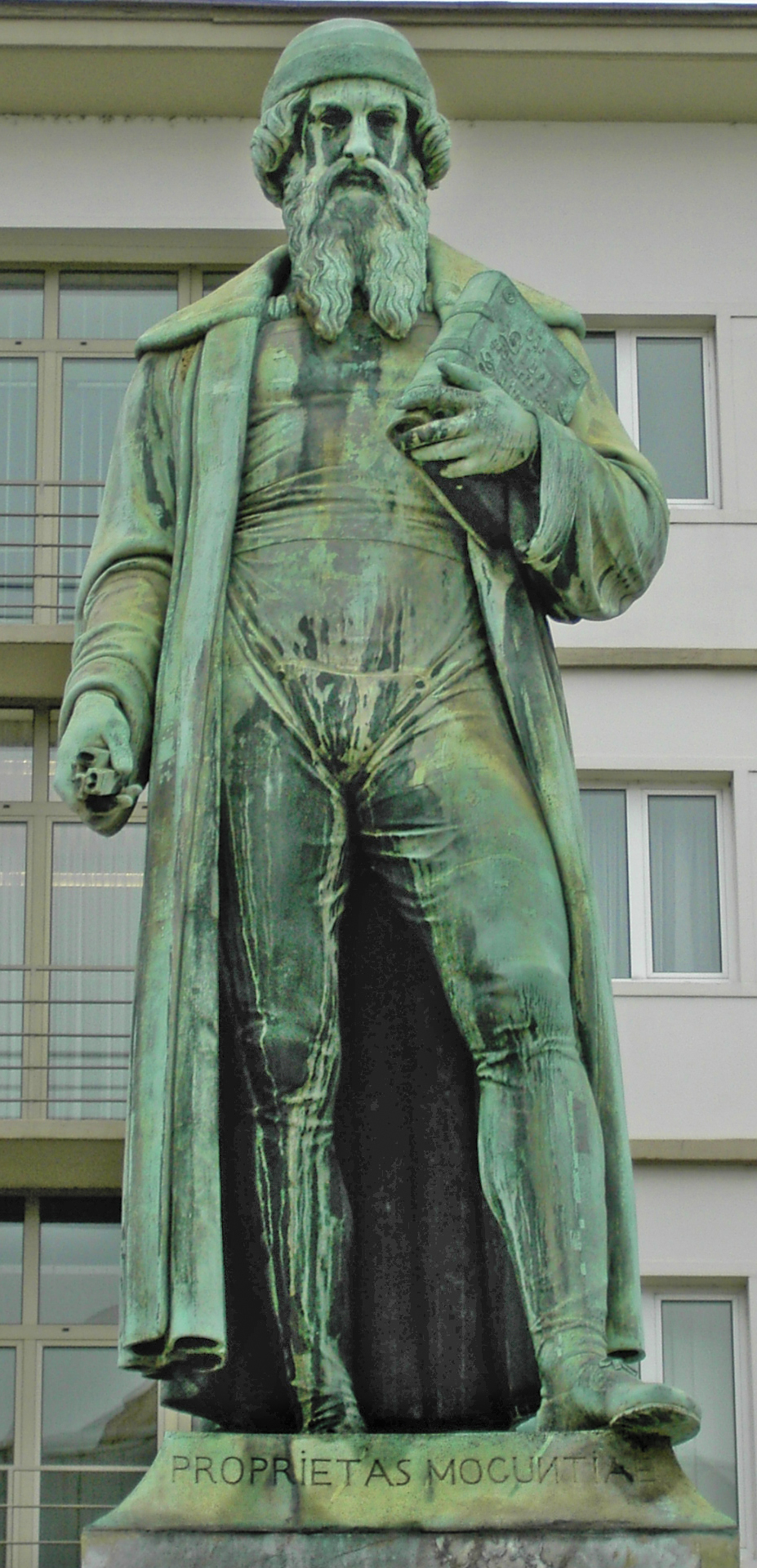
Bertel Thorvaldsen, Monument à Gutenberg (1837), Mayence[9].
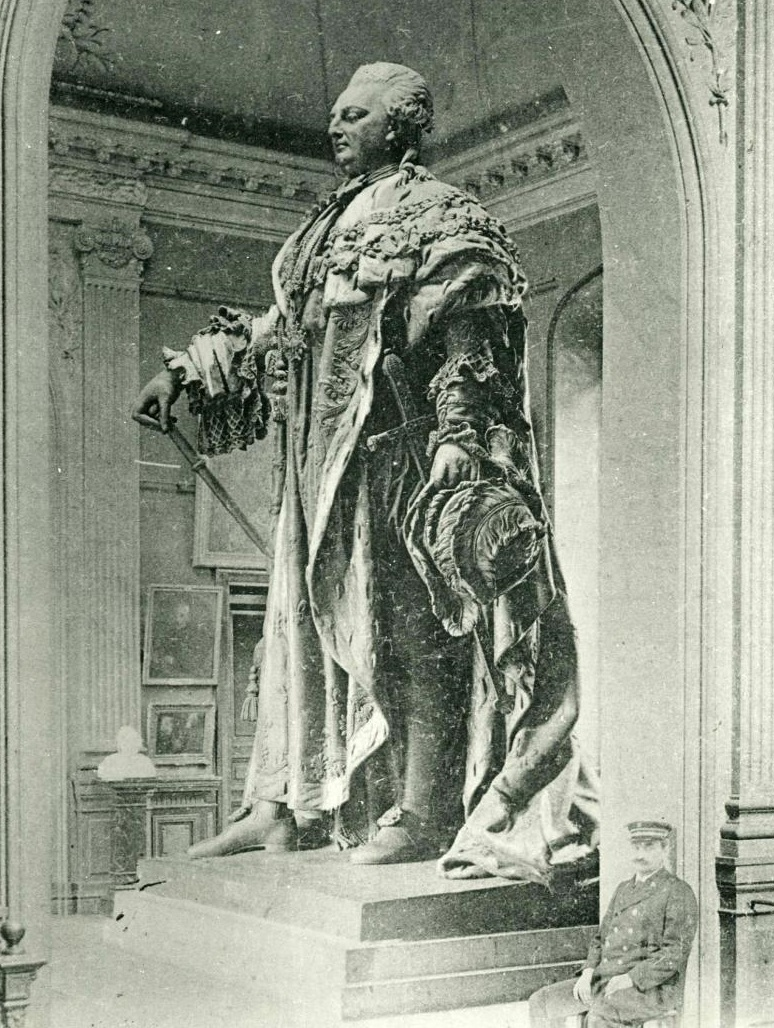
Nicolas Raggi, Louis XVI (1829).

### Activité de mécène
Charles Crozatier a institué par legs un prix portant son nom qui est décerné sur concours chaque année à tout élève architecte, sculpteur ou peintre de l'école municipale du Puy désirant poursuivre ses études à Paris. Le lauréat perçoit une allocation de 2170 francs pendant trois ans, à laquelle la ville du Puy ajoute une indemnité provisoire de 2 830 francs.
Parmi les lauréats :
- 1858 : Antoine Martin (1837-1915), architecte ;
- 1875 : Charles Maurin (1856-1914), peintre et graveur ;
- 1905 : Gabriel Moiselet (1885-1961), peintre.

Dans le même testament, il crée un prix d'encouragement pour récompenser le bronzier ciseleur le plus talentueux.
Parmi les lauréats :
- 1862 : Désiré Attarge (1820-1878), sculpteur bronzier ;
- 1887 : Eugène Marioton, pour Le Dompteur.
- 1902 : Paul Philippon façonnier ciseleur Paris (1856-1938);

## Hommages
- Un musée porte son nom au Puy-en-Velay.
- Un monument a été élevé à sa mémoire par Marius Barthélémy au Puy-en-Velay en 1912.
- Une rue et une impasse portent son nom à Paris.